# Kustfuktspindel
Kustfuktspindel (Robertus heydemanni) är en spindelart som beskrevs av Hermann Wiehle 1965. Kustfuktspindel ingår i släktet fuktspindlar, och familjen klotspindlar. Arten är reproducerande i Sverige. Inga underarter finns listade i Catalogue of Life.